# Doaba
Doaba (en ourdou : دوآبه) est une ville située dans la province de Khyber Pakhtunkhwa au Pakistan. Troisième plus grande ville du district de Hangu, elle est proche de la frontière avec le Waziristan du Nord et le district de Kurram, dans les régions tribales.
La population de la ville a été multipliée par près de trois entre 1998 et 2017 selon les recensements officiels, passant de 7 840 habitants à 21 341, soit croissance annuelle moyenne de 5,4 %, bien supérieure à la moyenne nationale de 2,4 %.